# أبو القاسم البلوي
أبو القاسم أحمد بن محمد البَلَوي الإشبيلي (؟ - 1234 م/ 632 هـ) شاعر وناثر عربي أندلسي. من أهل إشبيلية، عمل كاتبًا لدى الموحدون حتى عزل عن منصبه، وكان أديباً شاعراً متوسعاً في فنون الأدب والكتابة وتعرض في حياته إلى مشاكل أثرت في شعره ونفسياته حتى أصابه مرض الوسواس في آخر حياته.
وبرز أيضًا في النثر وله رسائل وكتابًا في رسائل كُتّاب عصره.

## سيرته
ولد أبو القاسم أحمد بن محمد بن البلوي الإشبيلي. من أهل إشبيلية، كان في أول أمره يكتبُ لعددٍ من ولاة الموحدين في الأندلس، ثم عزل عن الكتابة فانقطع رزقه ولَحِقَه ما جعل الناس يشتاءمون بصحبته ورؤيته، «لا يتعرّضُ لرئيسٍ يجعله كاتبًا في الدولة ولا يحاول صُحبة نبيل فيَصحبه» إلا حدث لهذا النبيل أو لذلك الرئيس حادثٌ مؤلمٌ أو أمرٌ مُؤذٍ. فعاش معتزلًا في منزله. حتى ذكر علي بن موسى بن سعيد في كتابه «القدح المعلّى»، «صِرتُ أتراوغُ (أتحاشى) عن لِقائه وأدعو الله ألّا يعذِّبه بطولِ بقائِه (كان يرجو له ألّا تطولَ حياتُه)».» ويبدو أنه كان في أثناء محنته القاسية يكتُب إلى نفر من إخوانه يسألهم ما يستعين به على شقاء الحياة.

توفي أبو القاسم البلوي سنة 632 هـ بعدما أصابه وسواسٌ شديدٌ «كاد يذهب بعقلِه كلّه.»

## في الأدب
كان البلوي أديبًا وشاعرًا وناثرًا مشهورًا في عصره بصناعة الكتابة، مُكثرًا من النثر والنظم. وأوسع فنونه الأدب. وكذلك كان أبو القاسم البلوي مصنّفًا، وقد كتابًا في رسائل كُتّاب عصره وله «رسالة موحدية». 

من حكاياته مع الأمراء، لما جلس أبو العلا المأمون إدريس بن المنصور الوالي على إشبيلية للهناء بمقتل السيد أبي محمد البياسي الثائر سنة 623 هـ/ 1226 م، قال أبو القاسم البلوي قصيدةٌ مطلعها: «يا قّبَّة السعدِ هُزّي قبة الوادي»، واشتهرت هذه القصيدة واسعًا في الأندلس.
 ومن شعره، لما أنزوى في بيته بعد أن اعتزل:
وكتب في وصف حرب بين مملكة قشتالة والموحدون في الأندلس، محتملًا معركة العقاب إذ عاصرها: